# 3C 454.3
3C 454.3 är en blazar belägen nära Alfa Pegasi i den mellersta delen av stjärnbilden Pegasus. Den har en skenbar magnitud av ca 16,1 och kräver ett kraftfullt teleskop med kamera för att kunna observeras. Den är en av de ljusstarkaste gammastrålningskällorna på himlen, och är ett av de mest ljusstarka astronomiska objekt som någonsin observerats, med en maximal absolut magnitud på -31,4. Den har den ljusstarkaste gammastrålningsfacklan från en blazar som registrerats, dubbelt så ljusstark som Vela Pulsar i Vintergatan. Den lyser även på radiovåglängder och synliga våglängder - i rött ljus lyser blazaren upp mer än 2,5 gånger till magnitud 13,7 - och är mycket ljusstark på höga radiofrekvenser. Den är också känd för att ibland ge utbrott och ljusnade till en högsta skenbar magnitud på 13,4 i juni 2014.

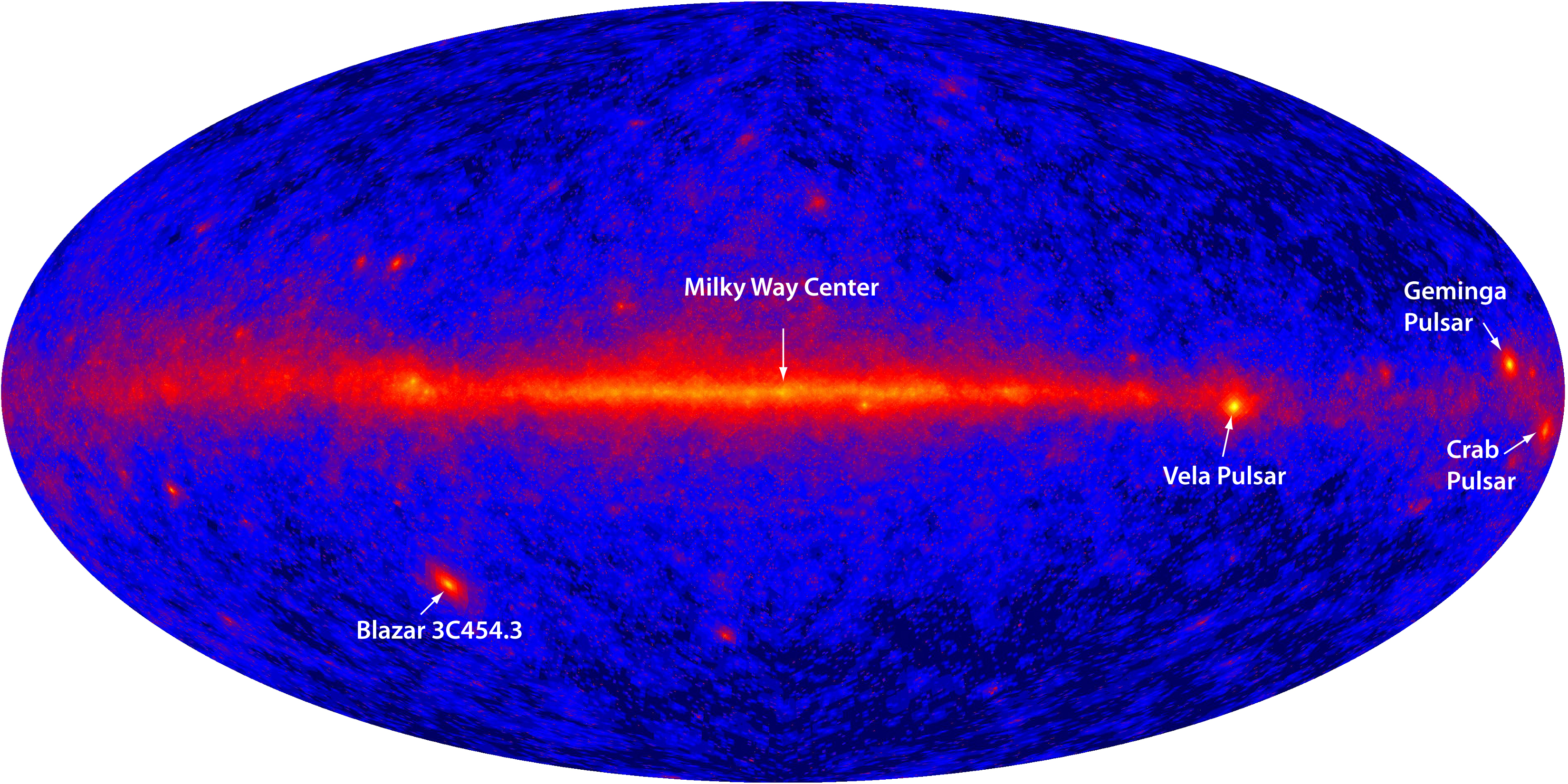
Fermi-LAT bild i gammafrekvens med 3C 454.3

## Historik
I juli och augusti 2007 flammade gammabazaren 3C 454.3 upp till nästan historiska nivåer, bara två år efter den rekordstora optiska flaren 2005. Lyckligtvis hade rymdteleskopet Spitzer och röntgenobservatoriet Chandra redan planerat för samtidiga observationer. Swift, RXTE och den nya gammastrålningssonden AGILE reagerade på detta mål och fick sällskap av observatorier runt om i världen.
AGN-forskningsgruppen vid Fermi Gamma-ray Space Telescope startade en flervåglängdskampanj för blazaren 3C454.3 (2251+158) i juli och fortsatte till och med augusti 2007. Denna intensiva ad hoc-kampanj (AIC) föranleddes av högre luminositet i radio-, optiskt ljus- och röntgenvåglängder.